# Mirza Reza Kermani

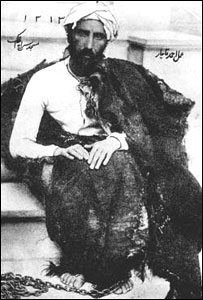
Mirza Reza Kermani poco antes de su ejecución.

Mirza Reza Kermani (en persa: میرزارضا کرمانی), nacido en la ciudad iraní de Kermán y fallecido el 10 de agosto de 1896 en Teherán, fue un revolucionario iraní, seguidor de Jamal al-Din al-Afghani. Fue el autor, en 1896, del asesinato del sah de Persia Nasereddín Shah Kayar, perteneciente a la Dinastía Kayar.

## Antecedentes
Mirza Reza Kermaní y otros seguidores de Jamal al-Din al-Afghani, exigían que la dinastía Qayar gobernara Irán con justicia. Después de que al-Afghani fuera expulsado de Irán por los Qayar, Kermaní comenzó a criticar de forma pública y abierta a los funcionarios de la corte. Finalmente fue encarcelado, su esposa se divorció de él y su hijo fue convertido en siervo.

## Asesinato del sah
El 30 de abril de 1896, Kermaní asesinó al sah, Nasereddín Shah Kayar en un peregrinaje al santuario de Shah Abdolazim, al sudeste de Teherán. Según la profesora de UCLA Nahid Pirnazar, manifestó que había tenido una oportunidad de matar al sah antes, pero que no lo hizo porque los judíos estaban celebrando su fiesta de Pésaj y no quiso que estos fueran acusados del asesinato. Se dice que el revólver utilizado en el atentado era un arma vieja y oxidada y si el sah hubiera llevado un abrigo grueso o le hubiera disparado a mayor distancia, hubiera salvado su vida. Poco antes de morir, se supone que el sah dijo: "Si sobrevivo, gobernaré de una manera diferente".
Tras la muerte del sah Kayar, Mirza Reza Kermaní escapó hacia la frontera del Imperio Otomano. Mozaffareddín Shah Qayar, hijo y sucesor de Nasereddín envió un destacamento de tropas para localizar a Mirza Reza Kermaní, el cual fue capturado en la frontera otomana. Después de meses de interrogatorios, Kermaní fue ahorcado en Teherán el 10 de agosto de 1896.
Kermani justificó el magnicidio aduciendo en referencia al sah que cuando los frutos de un árbol «son semejantes bastardos y matones aristócratas que no sirven para nada, que atormentan la vida de los musulmanes en general, ese árbol ha de ser abatido, para que no vuelva a dar este tipo de frutos» y también dijo que era un acto de venganza por la expulsión de su maestro de Persia decretada por el sah en 1891. Las autoridades persas acusaron inmediatamente a al-Afghani, que entonces vivía en Estambul, de estar detrás del atentado, pero éste lo negó, a pesar del odio casi patológico que sentía por el sah. El sultán otomano denegó la extradición pero ordenó su encarcelamiento. Al poco tiempo de ser liberado le diagnosticaron un cáncer de mandíbula y en medio de grandes dolores murió en marzo de 1897.
El asesinato de Nasereddín Shah y la posterior ejecución de Mirza Reza Kermaní marcaron un punto de inflexión en el desarrollo político iraní que conduciría a la revolución constitucional iraní, acaecida en el turbulento reinado de Mozaffaroddín Shah (1896-1907). Esta revolución fue el primer movimiento demócrata importante en el Oriente Medio moderno.